# 3 Banka
3 Banka a.d. je banka koja posluje u Srbiji, sa primarnim fokusom na klijente sa otežanim pristupom kreditiranju.

## Istorijat
3 Banka je nastala je u Srbiji 2002. godine kada je osnovana kao Opportunity Štedionica, koja se 2007. godine uspešno transformisana u banku, u skladu sa dozvolom  Narodne banke Srbije. Pokrenuta je sa minimalnim kapitalom i četvoro zaposlenih, na u tom trenutku izuzetno konkurentnom bankarskom tržištu, banka danas uspešno posluje, a njen tim broji preko 500 zaposlenih. 
Poslovna strategija banke se na početku zasnivala na tradicionalnom modelu bankarskog poslovanja, što se pokazalo neuspešnim zbog relativno male veličine i kapitala banke. Videvši da će banka sa takvom strategijom teško opstati na konkurentnom bankarskom tržištu, menadžment je doneo odluku da se diverzifikuje i postane banka fokusirana posebnu tržišnu nišu, odnosno na klijente sa otežanim pristupom finansiranju. Doseg do ruralnih područja i pružanje pomoći onima koji su isključeni na profitabilan način je omogućeno zahvaljujući jasnoj strategiji Banke u kojoj su proizvodi i usluge u okviru misije i obima, kao i stalnim empirijskim inovacijama sa kanalima isporuke i primenom tehnologije. Svojim vrhunskim društvenim i poslovnim učinkom, 3 Banka je uspela da 2017. godine uspostavi partnerstvo sa bankama zasnovanim na vrednostima i postala punopravni član Globalne alijanse banaka s vrednostima (GABV).
Ovo članstvo je pomoglo u privlačenju investitora istomišljenika, što je izazvalo promenu udela u vlasništvu 2020. godine, kada je Opportunity Transformation Investment (OTI) iz SAD (tada 100% vlasnik) prodao većinu akcija (77,99%) Umvelt banci (30%) i GLS banci (19,99%) %) iz Nemačke, Triodos SICAV II (14%) iz Luksemburga i Triodos Funds BV (14%) iz Holandije. Kao deo transakcije, OTI je takođe prodao dodatnih 2% akcija četvorici viših menadžera banke. Sva četiri glavna akcionara, uključujući i OI su članovi GABV, nezavisnog pokreta banaka koje imaju zajedničku misiju da svojim finansiranjem podstiču pozitivne ekonomske i socijalne promene, kao i očuvanje životne sredine.
Nakon promene vlasničke strukture, u novembru 2021. godine, Opportunity banka menja ime u 3 Banka.

## Novi brend 3 Banke
Ime je za svaku kompaniju izuzetno važan deo korporativnog imidža, slike koju o njoj imaju javnost i klijenti. Kada je u pitanju 3 Banka, potrebno je bilo kreirati ime koje oslikava misiju banke u njenu specifičnost. Ime 3 Banka ukazuje na to da banka nema samo jedan uobičajeni cilj, ostvarivanje profita, već tri strateška cilja – pozitivan uticaj na ljude – svoje klijente i zaposlene, na životnu sredinu kao i ekonomski prosperitet banke i zajednice u kojoj radimo.
Uz novo ime, banka je kreirala i novi logotip, koji sa svojim jednostavnim geometrijskim oblicima i isprepletanim linijama, predstavlja drvo sa tri grane tj. cilja banke, a ujedno asocira na posvećenost održivosti i očuvanju životne sredine.

## Misija i vrednosti 3 Banke
Misija 3 Banke je da obezbedi finansijske usluge svima koji ostvaruju pozitivan uticaj na ekonomiju, društvo i životnu sredinu, a posebno onima kojima je pristup tim uslugama otežan.

### Vrednosti
- Banci je stalo da svojim delovanjem podstiče pozitivne promene u životima zaposlenih, klijenata i šire zajednice.
- Usredsređenost na pozitivan uticaj na društvo i životnu sredinu, kao i na održivost sopstvenog poslovanja što se ogleda u svemu što radi.
- Direktna je i iskrena u svemu što radi, što je integralni deo poslovne kulture i time stvara poverenje.
- Jednaka prava na finansijske usluge za sve. Posebnu pažnju poklanja onima koji imaju poteškoća u pristupu bankarskim uslugama.
- Neprestano nastoji da poboljša način na koji posluje i pruža usluge svojim klijentima.

## Strategija i poslovne linije
3 Banka posluje vođena idejom da svako zaslužuje priliku, što je i jedna od najznačajnijih vrednosti banke. Banka je još 2009. godine donela stratešku odluku da se diferencira u odnosu na konkurenciju i fokusira se na omogućavanje pristupa kreditima onom delu građana i privrede koji do tog trenutka nisu imali priliku da ih dobiju. Čak 45% klijenata je svoj prvi kredit dobilo baš u 3 Banci. Ovaj pristup je primenjen i na poslovanje sa štednjom građana, pa klijenti ove na niže uloge dobijaju veću kamatu nego na veče iznose što je veoma jedinstveno. 
Osnovne poslovne linije 3 Banke su:
- Poslovanje sa stanovništvom, sa posebnim fokusom na najstarije građane, penzionere, kao i na građane koji nisu zaposleni na neodređeno vreme (imaju ugovor na određeno, ugovor o povremenim ili privremenim poslovima, ugovore o delu i slično)
- Poslovanje sa poljoprivrednim gazdinstvima, pre svega malim gazdinstvima jer banka teži da klijentima u malim ruralnim sredinama omogući pristup finansijskim uslugama bez obzira na veličinu njihovog gazdinstva i na taj način doprinese razvoju i osnaživanju lokalnih zajednica.
- Poslovanje sa malom privredom, gde je osnovni pravac kreditiranje  registrovanih preduzetničkih radnji i privatnih privrednih društava, od paušalno oporezovanih preduzetnika do pravnih lica.

## Upravljanje ciljevima održivog razvoja (SDG)
Ciljevi održivog razvoja, takođe poznati i kao globalni ciljevi, predstavljaju univerzalni poziv na delovanje radi iskorenjivanja siromaštva, zaštite životne sredine i obezbeđivanja mira i prosperiteta za sve kao deo novog globalnog plana UN-a za održivi razvoj.
Da bi podržala postizanje ciljeva održivog razvoja, 3 Banka fokusira svoje aktivnosti i uticaj na sledećih pet ciljeva održivog razvoja:
- Svet bez siromaštva: Prvi UN cilj održivog razvoja je da se stane na kraj siromaštvu u svakom obliku u celom svetu. Kako bi bila u skladu sa ovim ciljem, banka podržava klijente koji žive u ruralnim predelim, klijente kojima je otežan pristup finansijskim sredstvima i low-income klijentima.
- Svet bez gladi: UN cilj Svet bez gladi ima za cilj okončanje gladi u svetu, postizanje sigurnosti namirnica i poboljšanu ishranu i promociju održive poljoprivrede. U skladu sa ovim ciljem, Banka finansira poljoprivredna domaćinstva i poljoprivrednu proizvodnju, pomažući tako diverzifikaciji tržišta hrane i dostupnosti hrane.
- Dostojanstven rad i ekonomski rast: Ovaj cilj teži ka promociji neprekidnog, inkluzivnog i održivog ekonomskog rasta, sigurnog i produktivnog zapošljavanja i dostojanstvenog rada za sve. Banka finansira preduzetnike početnike, mikro i MSP i poljoprivredna domaćinstva, što zajedno sa redovnim kreditima takođe dovodi do rasta klijenata.
- Odgovorna potrošnja i proizvodnja: Cilj odgovorne potrošnje i proizvodnje ima za cilj osiguranje održivih obrazaca potrošnje i proizvodnje. Banka je usvojila principe smanjenja ukupnog unutrašnjeg uticaja na životnu sredinu, smanjenja potrošnje energije (i upotrebe zelene električne energije), papira, otpada i smanjenja CO2 otiska.
- Akcija za klimu: Klimatska akcija ima za cilj preduzimanje hitnih mera za borbu protiv klimatskih promena i njihovih uticaja. Banka integriše pitanja zaštite životne sredine sa socijalnim, kulturnim i ekonomskim aspektima. U procesu pozajmljivanja uzimamo u obzir aspekte zaštite životne sredine. Banka koristi spisak izuzeća, meri uticaj portfolija u skladu sa PCAF standardom, kao i GABV rezultate i izveštaje u skladu sa GRI principima. Banka je jedna od potpisnica inicijative GABV 3C Carbon.

## Rukovodstvo banke

### Članovi Izvršnog odbora
- Vladimir Vukotić, predsednik Izvršnog odbora i Izvršni direktor (CEO)
- Zorica Sedlar, član Izvršnog odbora odgovoran za finansije (CFO)
- Rajko Maljković, član izvršnog odbora odgovoran za operacije
- Novak Rakočević, član izvršnog odbora odgovoran za poslovni razvoj
- Brankica Kuveljić, član izvršnog odbora zadužen za upravljanje rizicima

### Članovi Upravnog odbora
- , predsednik
- , član
- , član
- – , član
- Jelena Bulatović, član
- Zorica Stevanović, član
- Goran Bašić, član

## Spoljašnje veze
- Zvanični veb-sajt
- „3 Banka - Novo ime za 20 godina poslovanja”. You Tube. Приступљено 5. 4. 2022.
- „3 Intervju Vladimir Vukotić: Banka – jedinstveno novo ime na bankarskom tržištu”. Blic. Приступљено 5. 4. 2022.